# Amicotermes
Amicotermes es un género de termitas isópteras perteneciente a la familia Termitidae que tiene las siguientes especies:
1. Amicotermes autothysius
2. Amicotermes camerunensis
3. Amicotermes congoensis
4. Amicotermes cristatus
5. Amicotermes dibogi
6. Amicotermes galenus
7. Amicotermes gasteruptus
8. Amicotermes ivorensis
9. Amicotermes mayombei
10. Amicotermes mbalmayoensis
11. Amicotermes multispinus
12. Amicotermes spiculatus